# メタモルフェウス
『メタモルフェウス』（Metamorpheus）は、イギリスのギタリスト、スティーヴ・ハケットが2005年に発表したスタジオ・アルバム。

## 解説
オルフェウスの神話を題材とした作品で、ハケット自身は「オルフェウスは多層的な物語だ。音楽、癒し、それに黄泉の国への探訪を融合した、シャーマン的な物だ。そしてそれ以上に、愛の力の概念である」とコメントしている。作曲面では、ハケットがドキュメンタリー番組『Outwitting Hitler』のサウンドトラックに提供した楽曲が流用された。全曲ともインストゥルメンタルで、ハケットはナイロン弦ギターを演奏し、ヴァイオリン、チェロ、コントラバス、フルート、ホルン等から成る「ジ・アンダーワールド・オーケストラ」を従えて録音された。
Greg Pratoはオールミュージックにおいて5点満点中3.5点を付け「第2の『眩惑のブロードウェイ』を期待するファンはショックを受けるかもしれないが、リラックスできるオーケストラ音楽としては、『メタモルフェウス』は聴く価値がある」「『メタモルフェウス』の全編が証明しているように、ハケットは類い稀なクラシック・ギタリストでもある」と評している。

## 収録曲
全曲ともスティーヴ・ハケット作。
1. ザ・プール・オブ・メモリー・アンド・ザ・プール・オブ・フォーゲットフルネス "The Pool of Memory and the Pool of Forgetfulness" - 2:14
2. トゥ・アース・ライク・レイン "To Earth Like Rain" - 1:32
3. ソング・トゥ・ネイチャー "Song to Nature" - 3:02
4. ワン・リアル・フラワー "One Real Flower" - 3:11
5. ザ・ダンシング・グラウンド "The Dancing Ground" - 3:01
6. ザット・ヴァスト・ライフ "That Vast Life" - 12:26
7. エウリュディケー・テイクン "Eurydice Taken" - 1:47
8. カロンズ・コール "Charon's Call" - 3:14
9. セルベラス・アット・ピース "Cerberus at Peace" - 2:05
10. アンダー・ザ・ワールド〜オルフェウス・ルックス・バック "Under the World - Orpheus Looks Back" - 5:15
11. ザ・ブロークン・ライア "The Broken Lyre" - 3:17
12. サヴェイランス "Severance" - 3:04
13. エレジー "Elegy" - 3:17
14. リターン・トゥ・ザ・レルム・オブ・エターナル・リニューアル "Return to the Realm of Eternal Renewal" - 2:56
15. ライラ "Lyra" - 6:35

## 参加ミュージシャン
- スティーヴ・ハケット - ギター、オーケストレーション
- ジョン・ハケット - フルート、ピッコロ
- クリスティーン・タウンゼント - 第1ヴァイオリン、ヴィオラ
- ルーシー・ウィルキンス - ヴァイオリン
- リチャード・スチュワート - チェロ
- サラ・ウィルソン - チェロ
- ディック・ドライヴァー - ダブル・ベース
- Colin Clague - トランペット
- リチャード・ケネディ - フレンチ・ホルン
- ロジャー・キング - オーケストレーション
- ジェリー・ピール - アディショナル・オーケストレーション(on #5, #6, #8, #9, #10, #15)